# Batalla naval de les Arginuses
Les Arginuses fou el nom d'un grup de cinc petites illes de la mar Egea, entre Lesbos i la costa de l'Àsia Menor, on els atenesos van derrotar els espartans en una batalla naval el 406 aC, durant la Guerra del Peloponnès.

## Antecedents
El 412 aC el rei de Pèrsia va demanar el tribut a les ciutats de Jònia, que s'havien quedat sense la protecció atenenca; Milet, Quios, Èritres de Jònia, Cnidos, Rodes i altres es van declarar per Esparta; Clazòmenes, Lesbos, Samos i Halicarnàs van romandre lleials a Atenes. Esparta i Pèrsia van negociar una aliança dirigida essencialment contra Atenes. Aquesta aliança havia estat beneïda per Alcibíades, el líder atenenc exiliat a Esparta i auspiciada pel sàtrapa de Lídia Tissafernes.

## Batalla
El 406 aC el termini de Lisandre com a cap de la flota esparta (un any) es va acabar i el va succeir Cal·licràtides que va ocupar Metimma a Lesbos i va derrotar a la flota atenenca, dirigida per Conó, bloquejant les seves restes a Mitilene; però la perícia de Conó li va permetre trencar el bloqueig i unir-se a la resta de la flota a Samos. Un conjunt de 150 naus atenenques van derrotar a la flota espartana en aigües de les illes Arginuses (agost) batalla en la qual va morir Cal·licràtides i els espartans van perdre 70 naus. Lisandre fou nomenat altre cop almirall de la flota. El seu bloqueig de l'Helespont va impedir el subministrament de gra a Atenes.

## Conseqüències
Euriptòlem, un orador grec fill de Pisianax i cosí d'Alcibíades, es va oposar al processament dels generals que havien pres part en la batalla de les Arginuses, procediment que considerava il·legal. El seu discurs en aquesta ocasió és esmentat per Xenofont, i demanava un judici separat per a cada general.
El 404 aC va capitular Sestos davant els espartans i Alcibíades va fugir a Pèrsia on fou assassinat per ordre de Farnabazos de Dascilios (instigat per Lisandre). El tractat de pau entre Atenes i Esparta es va signar a l'abril.